# Whytockia chiritiflora
Whytockia chiritiflora là một loài thực vật có hoa trong họ Tai voi. Loài này được (Oliv.) W.W. Sm. miêu tả khoa học đầu tiên năm 1919.